# 行政機関の職員の定員に関する法律
行政機関の職員の定員に関する法律（ぎょうせいきかんのしょくいんのていいんにかんするほうりつ、昭和44年5月16日法律第33号）は、日本の内閣官房・内閣法制局・内閣府・各省（自衛官等を除く）の定員の合計（総定員）の最高限度に関する日本の法律である。総定員法と略称される。
2018年（平成30年）現在、総定員の最高限度は33万1984人である。この最高限度の範囲内における各省への定員の割り振りは政令に委任されている。この委任を受けて、行政機関職員定員令（昭和44年政令第121号）に省別の定員が規定されている。
自衛官の定数は、この法律の総定員には含まれておらず、別途、防衛省設置法6条で規定されている。
また、国の行政機関のうち、会計検査院事務総局と人事院の定員はそれぞれ会計検査院38条に基づく会計検査院規則と国家公務員法13条2項に基づく人事院規則に規定されている。

## 構成
- 第1条（定員の総数の最高限度）
- 第2条（内閣府、各省等の定員）
- 附則